# Too Weird to Live, Too Rare to Die!
Too Weird to Live, Too Rare to Die! är det fjärde studioalbumet av det amerikanska rockbandet Panic! at the Disco som kom ut den 8 oktober 2013. Albumet är inspirerat av Las Vegas, ledsångaren och låtskrivaren Brendon Uries hemstad.

## Singlar
- Miss Jackson släpptes den 15 juli 2013, musikvideon släpptes samma dag.[6] Låten är skriven av Urie, om hans första sexuella erfarenheter i sin ungdom.[5]
- This Is Gospel släpptes den 12 augusti 2013, musikvideon släpptes dagen innan, den 11 augusti.[7] Låten är väldigt personlig och handlar om Spencers drogmissbruk och Urie väntade månader innan han delade den med sina bandmedlemmar.[8]
- Girls/Girls/boys släpptes den 8 oktober 2013, men musikvideon släpptes dagen innan den 7 oktober.[9] Videon är inspirerad av D'Angelo musikvideo till Untitled (How Does It Feel).

## Spårlista
Alla låtar är skrivna av Brendon Urie (förutom spår 12) och Dallon Weekes (förutom spår 2 och 10).
| Nr           | Titel                     | Låtskrivare                                                           | Längd |
| ------------ | ------------------------- | --------------------------------------------------------------------- | ----- |
| 1.           | This Is Gospel            | Jake Sinclair                                                         | 3:07  |
| 2.           | Miss Jackson (feat. Lolo) | Butch Walker, Jake Sinclair, Amir Salem, Lauren Pritchard, Alex Goose | 3:12  |
| 3.           | Vegas Lights              | Butch Walker                                                          | 3:09  |
| 4.           | Girl That You Love        |                                                                       | 3:09  |
| 5.           | Nicotine                  | Amir Salem                                                            | 3:06  |
| 6.           | Girls/Girls/Boys          |                                                                       | 3:26  |
| 7.           | Casual Affair             |                                                                       | 3:17  |
| 8.           | Far Too Young to Die      |                                                                       | 3:17  |
| 9.           | Collar Full               |                                                                       | 3:18  |
| 10.          | The End of All Things     |                                                                       | 3:31  |
| Total längd: | Total längd:              | Total längd:                                                          | 32:32 |

| 11. | Can't Fight Against the Youth | Butch Walker, Brendon Urie | 2:45 |
| 12. | All the Boys                  | Dallon Weekes              | 3:12 |

## Musiker
- Brendon Urie - ledsångare, gitarr, piano, keyboard, synthesizer, trummor
- Spencer Smith - trummor, slagverk
- Dallon Weekes - basgitarr, bakgrundssång, keyboard, synthesizer, barytongitarr